# Кнот-Ахав
Кнот-Ахав — правитель майяского царства Канту со столицей в Караколе. 

## Биография
Кнот-Ахав родился 9.7.2.0.3 2 Ak'bal 16 Mak (28 ноября 575). Его родителями были Яхав-Те-Кинич II и Принцессы 1. Также у него был единоутробный брат Кан II (от второй жены Яхав-Те-Кинича II — Буц-Эк).
Кнот-Ахав был преемником своего отца Яхав-Те-Кинича II, воцарившись 9.8.5.16.12 5 Eb 5 Xul (24 июня 599). Возможно он был соправителем в последние годы своего отца. Во время своего правления он установил стелы 5 (613 год) и 6 (603 год) и алтарь 15.
На стеле 6, датируемой 603 годом, указан эмблемный иероглиф Чеках-Кинича, упомянутого как младший брат Яхав-Те-Кинича II, приходившийся Кнот-Ахаву дядей, предполагается, что он служил своего рода «дядей-хранителем» Кнот-Ахава.
Его преемником стал его младший брат Кан II.